# 电影史话
《电影史话》（英語：The Story of Film: An Odyssey）是一部关于电影史的纪录片，共15集，总长度915分钟。 本片导演为北爱尔兰电影评论家马克·卡曾斯，本片根据其2004年论著《电影的故事》（The Story of Film）改编。 
本片于2011年9月在More4播出，并在2011年多伦多国际电影节完整放映，之后于2012年2月在纽约现代艺术博物馆放映，2013年9月在美国特纳经典电影频道播出。
2011年9月《每日电讯报》以“年度电影盛会”为标题发评论，称该片“充满视觉的诱惑和智慧的灵动，它是一封献给电影的情书、一位千载难逢的导师，亦是一部彻底重写的电影史”。《爱尔兰时报》评论称之具有“里程碑”意义（然而却“不受重视而尴尬地播出”）。 2013年该片因“兼收并蓄的态度、独树一帜的角度讲述世界电影史”而获皮博迪奖。
2012年2月《纽约时报》评论员A·O·斯科特称该片“将一门一学期长的电影研究课压缩到15集，且其中不乏争议内容”，“代表一种集大成式的传统智慧”。斯科特亦将该片与让·吕克·戈达尔的《世界电影史》相提并论，称卡曾斯的这部作品是“未来所有修正主义（电影史）的起点”。

## 分集列表
以下为每一集中电影选段的出处及其基本信息。

### 第1集 电影的诞生
简介
- 《拯救大兵瑞恩》（1998），导演：史蒂文·斯皮尔伯格
- 《三色之蓝》（1993），导演：克日什托夫·基斯洛夫斯基
- 《卡萨布兰卡》（1942），导演：迈克尔·柯蒂茲
- 《长屋绅士录（英语：Record of a Tenement Gentleman）》（1947），导演：小津安二郎
- 《虎胆忠魂（英语：Odd Man Out）》（1947），导演：卡罗尔·里德
- 《我所知道她的二三事（英语：Two or Three Things I Know About Her）》（1967），导演：让-吕克·戈达尔
- 《出租车司机》（1976），导演：马丁·斯科塞斯
- 《法国贩毒网》（1971），导演：威廉·弗里德金

1895–1918：世界出现了一种新的艺术形式 或 电影的诞生
- 《利兹桥上行（英语：Louis Le Prince#Le Prince's legacy）》（1888），导演：路易斯·普林斯
- 《亲吻》（1896），导演：威廉·海泽（英语：William Heise）
- 《离开工厂》（1895），导演：路易·让·卢米埃尔
- 《火车进站》（1896），导演：卢米埃兄弟
- 《安娜贝尔的蛇舞（英语：Annabelle Serpentine Dance）》（1895），导演：威廉·肯尼迪·迪克森、威廉·海泽
- 《桑多（英语：Sandow (film)）》（1894），导演：威廉·肯尼迪·迪克森
- 《纽约23街上发生了什么（英语：What Happened on Twenty-third Street, New York City）》（1901），导演：乔治·S·弗莱明（英语：George S. Fleming）、埃德温·S·波特
- 《灰姑娘（英语：Cendrillon (1899 film)）》（1899），导演：乔治·梅里爱
- 《月球旅行记》（1902），导演：乔治·梅里爱
- 《天文学家之梦》（1898），导演：乔治·梅里爱
- 《隧道里的吻（英语：The Kiss in the Tunnel）》（1899），导演：乔治·阿尔伯特·史密斯
- 《浩劫》（1985），导演：克劳德·朗玆曼
- 《2001太空漫游》（1968），导演：斯坦利·库布里克
- 《小病猫（英语：The Sick Kitten）》（1903），导演：乔治·阿尔伯特·史密斯
- 《十月：震撼世界的十天》（1928），导演：谢尔盖·爱森斯坦
- 《西部往事》（1968），导演：赛尔乔·莱翁内
- 《科贝特–菲茨西蒙斯冠军争夺战（英语：The Corbett-Fitzsimmons Fight）》（1897），导演：以诺·J·雷克托（英语：Enoch J. Rector）

1903–1918：从刺激变成叙事 或 好莱坞之梦
- 《一个美国消防员的生活（英语：Life of an American Fireman）》（1903），导演：埃德温·S·波特
- 《福尔摩斯二世》（1924），导演：巴斯特·基顿
- 《脱缰之马》（The Horse That Bolted，1907），导演：夏尔·百代（英语：Charles Pathé）[來源請求]
- 《暗杀吉斯公爵（英语：The Assassination of the Duke of Guise）》（1908），导演：夏尔·勒·巴尔吉、安德烈·卡尔梅特（英语：André Calmettes）
- 《随心所欲》（1962），导演：让-吕克·戈达尔
- 《那些令人极其不快的帽子（英语：Those Awful Hats）》（1909），导演：D·W·格里菲斯
- 《修补过的鲁特琴（英语：The Mended Lute）》（1909），导演：D·W·格里菲斯
- 《深渊（英语：The Abyss (1910 film)）》（1910），导演：乌尔班·迦得（英语：Urban Gad）
- 《舞台在我心（英语：Stage Struck (1925 film)）》（1925），导演：艾伦·德万（英语：Allan Dwan）
- 《神秘的X（英语：The Mysterious X）》（1914），导演：本杰明·克里斯滕森（英语：Benjamin Christensen）
- 《女巫：历代的巫术》（1922），导演：本杰明·克里斯滕森
- 《英厄堡·霍尔姆（英语：Ingeborg Holm）》（1913），导演：维克多·舍斯特伦（英语：Victor Sjöström）
- 《幽灵马车（英语：Thy Soul Shall Bear Witness!）》（1921），导演：维克多·舍斯特伦
- 《上海快车》（1932），导演：约瑟夫·冯·施滕贝格
- 《凯利帮的故事（英语：The Story of the Kelly Gang）》（1906），导演：查尔斯·泰特（英语：Charles Tait）
- 《红妻白夫（英语：The Squaw Man (1914 film)）》（1914），导演：奥斯卡·爱普菲尔（英语：Oscar Apfel）、塞西尔·德米尔
- 《星球大战V：帝国反击战》（1980），导演：尔文·克许纳
- 《落叶》（1912），导演：爱丽丝·居伊-布拉切（英语：Alice Guy-Blaché）
- 《悬念（英语：Suspense (1913 film)）》（1913），导演：菲利普斯·斯莫利（英语：Phillips Smalley）、洛伊斯·韦伯（英语：Lois Weber）
- 《风（英语：The Wind (1928 film)）》（1928），导演：维克多·舍斯特伦
- 《虎口余生（英语：Rescued from an Eagle's Nest）》（1908），导演：J·塞尔·道利（英语：J. Searle Dawley）
- 《闭门塞户（英语：The House with Closed Shutters）》（1910），导演：D·W·格里菲斯
- 《一路向东（英语：Way Down East）》（1920），导演：D·W·格里菲斯
- 《暴风雨中的孤儿（英语：Orphans of the Storm）》（1921），导演：D·W·格里菲斯
- 《一个国家的诞生》（1915），导演：D·W·格里菲斯
- 《一个国家的重生（英语：DJ Spooky#Other work）》（2007），导演：幽灵DJ（英语：DJ Spooky）
- 《卡比利亚》（1914），导演：乔瓦尼·帕斯特洛纳
- 《党同伐异》（1916），导演：D·W·格里菲斯
- 《路上的灵魂（英语：Souls on the Road）》（1921），导演：村田实（英语：Minoru Murata）

### 第2集 好莱坞之梦
1918–1928：美国电影的辉煌……
- 《公民凯恩》（1941），导演：奥森·威尔斯
- 《月宫宝盒》（1924），导演：拉乌尔·沃尔什（英语：Raoul Walsh）
- 《欲念（英语：Desire (1936 film)）》（1936），导演：弗兰克·鲍沙其
- 《乱世佳人》（1939），导演：维克托·弗莱明
- 《1933年淘金女郎（英语：Gold Diggers of 1933）》（1933），导演：茂文·李洛埃
- 《雨中曲》（1952），导演：金·凱利、斯坦利·多南
- 《马耳他之鹰》（1941），导演：约翰·休斯顿
- 《腥红女皇（英语：The Scarlet Empress）》（1934），导演：约瑟夫·冯·施滕贝格
- 《摄影师（英语：The Cameraman）》（1928），导演：爱德华·塞奇威克（英语：Edward Sedgwick）、巴斯特·基顿
- 《一周》（1920），导演：爱德华·F·克莱因（英语：Edward F. Cline）、巴斯特·基顿
- 《福尔摩斯二世》（1924），第1集中首次提及，导演：巴斯特·基顿
- 《三个时代（英语：Three Ages）》（1923），导演：巴斯特·基顿、爱德华·F·克莱因
- 《巴斯特·基顿归来（英语：Buster Keaton Rides Again）》（1965），导演：约翰·斯波顿（英语：John Spotton）
- 《将军号》（1926），导演：克莱德·布鲁克曼（英语：Clyde Bruckman）、巴斯特·基顿
- 《妙想天开（英语：Divine Intervention (film)）》（2002），导演：伊利亚·苏莱曼
- 《舞台生涯》（1952），导演：查理·卓别林
- 《城市之光》（1931），导演：查理·卓别林
- 《孤儿流浪记》（1921），导演：查理·卓别林
- 《性昏迷》（1980），导演：尼古拉斯·罗格（英语：Nicolas Roeg）
- 《大独裁者》（1940），导演：查理·卓别林
- 《于洛先生的假期（英语：Monsieur Hulot's Holiday）》（1953），导演：贾克·大地
- 《托托的色彩美学观（英语：Toto in Color）》（1953），导演：斯特诺（英语：Steno (director)）
- 《流浪者》（1951），导演：拉吉·卡普尔
- 《日落大道》（1950），导演：比利·怀尔德
- 《热情如火》（1959），导演：比利·怀尔德
- 《卢克的电影乱局（英语：Luke's Movie Muddle）》（1916），导演：哈尔·罗奇（英语：Hal Roach）
- 《鬼鬼祟祟（英语：Haunted Spooks）》（1920），导演：阿尔弗雷德·J·古尔丁（英语：Alfred J. Goulding）、哈尔·罗奇
- 《永不软弱（英语：Never Weaken）》（1921），导演：弗雷德·C·纽迈尔（英语：Fred C. Newmeyer）、山姆·泰勒（英语：Sam Taylor (director)）
- 《安全至下》（1923），导演：弗雷德·C·纽迈尔、山姆·泰勒
- 《我落第了，但……（日语：落第はしたけれど）》（1930），导演：小津安二郎

…及其第一批叛逆者
- 《北方的纳努克》（1922），导演：罗伯特·弗莱厄蒂
- 《房屋是黑的（英语：The House Is Black）》（1963），导演：芙茹弗·法洛克扎德
- 《日月无光》（1983），导演：克利斯·马凯（英语：Chris Marker）
- 《未死的》（The Not Dead，2007），导演：布莱恩·希尔（英语：Brian Hill (director)）
- 《完美的人（英语：The Perfect Human）》（1967），剧中作为《五道障碍（英语：The Five Obstructions）》一部分提及，导演：约尔延·列斯（英语：Jørgen Leth）
- 《五道障碍》（2003），导演：拉斯·冯·提尔、约尔延·列斯
- 《盲目的丈夫们（英语：Blind Husbands）》（1919），导演：埃里希·冯·施特罗海姆
- 《迷失的飞行队（英语：The Lost Squadron）》（1932），导演：乔治·阿切因波特（英语：George Archainbaud）、保罗·斯隆（英语：Paul Sloane (director)）
- 《贪婪》（1924），导演：埃里希·冯·施特罗海姆
- 《施特罗海姆在维也纳》（Stroheim in Vienna，1948）
- 《凯莉女王（英语：Queen Kelly）》（1929），剧中作为《日落大道》一部分提及，导演：埃里希·冯·施特罗海姆
- 《人群（英语：The Crowd (1928 film)）》（1928），导演：金·维多尔（英语：King Vidor）
- 《公寓春光》（1960），导演：比利·怀尔德
- 《审判（英语：The Trial (1962 film)）》（1962），导演：奥森·威尔斯
- 《火星王后》（1924），导演：雅科夫·普罗塔扎诺夫（英语：Yakov Protazanov）
- 《死后（英语：After Death (1915 film)）》（1915），导演：叶甫盖尼·鲍尔
- 《圣女贞德蒙难记》（1928），导演：卡尔·西奥多·德莱叶
- 《神喻（英语：Ordet）》（1955），导演：卡尔·西奥多·德莱叶
- 《审判长（英语：Præsidenten）》（1919），导演：卡尔·西奥多·德莱叶
- 《吸血鬼（英语：Vampyr）》（1932），导演：卡尔·西奥多·德莱叶
- 《葛楚（英语：Gertrud (film)）》（1964），导演：卡尔·西奥多·德莱叶
- 《狗镇》（2003），导演：拉斯·冯·提尔
- 《随心所欲》（1962），第1集中首次提及，导演：让-吕克·戈达尔

### 第3集 世界电影的黄金时代
1918–1932：世界上标新立异的伟大电影导演
- 《月宫宝盒》（1924），第2集中首次提及，导演：拉乌尔·沃尔什
- 《圣女贞德蒙难记》（1928），第2集中首次提及，导演：卡尔·西奥多·德莱叶
- 《罗贝特和贝尔特拉姆，有趣的流浪汉（英语：Robert and Bertram (1915 film)）》（1915），导演：马克思·马克（英语：Max Mack）
- 《牡蛎公主（英语：The Oyster Princess）》（1919），导演：恩斯特·刘别谦
- 《野猫（英语：The Wild Cat (1921 film)）》（1921），导演：恩斯特·刘别谦
- 《回转姻缘（英语：The Marriage Circle）》（1924），导演：恩斯特·刘别谦
- 《轮（英语：La Roue）》（1923），导演：阿贝尔·冈斯
- 《拿破仑（英语：Napoléon (1927 film)）》（1927），导演：阿贝尔·冈斯
- 《卡里加里博士的小屋》（1920），导演：罗伯特·威恩
- 《泄密的心》（The Tell-Tale Heart，1928），导演：查尔斯·克莱因（Charles Klein）
- 《房客》（The Lodger，1927），导演：阿尔弗雷德·希区柯克
- 《疯狂的一页（英语：A Page of Madness）》（1926），导演：衣笠贞之助
- 《大都会》（1927），导演：弗里茨·朗
- 《人群》（1928），第2集中首次提及，导演：金·维多尔
- 《日出》（1927），导演：F·W·穆尔瑙
- 《光影游戏：作品1号》（德語：Lichtspiel Opus 1.，1921），导演：瓦尔特·鲁特曼（英语：Walter Ruttmann）
- 《间奏曲（英语：Entr'acte (film)）》（1924），导演：勒内·克莱尔
- 《唯有时间（英语：Rien que les heures）》（1926），导演：阿尔贝托·卡瓦尔康蒂（英语：Alberto Cavalcanti）
- 《意乱情迷》（1945），导演：阿尔弗雷德·希区柯克
- 《一条安达鲁狗》（1929），导演：路易斯·布努埃尔
- 《藍絲絨》（1986），导演：大卫·林奇
- 《黄金时代（英语：L'Age d'Or）》（1930），导演：路易斯·布努埃尔
- 《真实电影第19号（英语：Dziga Vertov#Kino-Pravda）》（1924），导演：吉加·维尔托夫
- 《格卢莫夫的日记（英语：Glumov's Diary）》（1923），导演：谢尔盖·爱森斯坦
- 《战舰波将金号》（1925），导演：谢尔盖·爱森斯坦
- 《铁面无私》（1987），导演：布赖恩·德帕尔马
- 《兵工厂（英语：Arsenal (1929 film)）》（1929），导演：亚历山大·多夫任科
- 《大地（英语：Earth (1930 film)）》（1930），导演：亚历山大·多夫任科
- 《我出生了，但……》（1932），导演：小津安二郎
- 《东京物语》（1953），导演：小津安二郎
- 《让娜·迪尔曼，布鲁塞尔，莫伦贝克-圣约翰，商业码头23号》（1975），导演：香特尔·阿克曼
- 《长屋绅士录》（1947），第1集中首次提及，导演：小津安二郎
- 《浪华悲歌（英语：Osaka Elegy）》（1936），导演：沟口健二
- 《公民凯恩》（1941），第2集中首次提及，导演：奥森·威尔斯
- 《近松物语（英语：The Crucified Lovers）》（1954），导演：沟口健二
- 《欲海情魔》（1945），导演：迈克尔·柯蒂斯
- 《西厢记》（1927），导演：侯曜、黎民伟
- 《都市风光》（1935），导演：袁牧之
- 《神女》（1934），导演：吴永刚
- 《阮玲玉》（1992），导演：关锦鹏
- 《新女性》（1935），导演：蔡楚生

### 第4集 有聲的降臨
1930年代：伟大的美国类型片……
- 《女学生的自白（英语：Confessions of a Co-Ed）》（又名《她的两难困境》，1931），导演：达德利·墨菲（英语：Dudley Murphy）
- 《红楼艳史（英语：Love Me Tonight）》（1932），导演：鲁本·马穆良（英语：Rouben Mamoulian）
- 《泥人哥连出世记（英语：The Golem: How He Came into the World）》（1920），导演：卡尔·伯塞（英语：Carl Boese）、保罗·魏格纳（英语：Paul Wegener）
- 《科学怪人》（1931），导演：詹姆斯·惠尔
- 《没有面孔的眼睛》（1960），导演：乔治·弗朗瑞（英语：Georges Franju）
- 《切肤之爱》（1999），导演：三池崇史
- 《国民公敌》（1931），导演：威廉·A·韦尔曼（英语：William A. Wellman）
- 《疤面人》（1932），导演：霍华德·霍克斯、理查德·罗森（英语：Richard Rosson）
- 《疤面煞星》（1983），导演：布赖恩·德帕尔马
- 《七武士》（1954），导演：黑泽明
- 《美国往事》（1984），导演：赛尔乔·莱翁内
- 《铁骑》（1924），导演：约翰·福特
- 《侠骨柔情》（1946），导演：约翰·福特
- 《二十世纪快车（英语：Twentieth Century (film)）》（1934），导演：霍华德·霍克斯
- 《育婴奇谭》（1938），导演：霍华德·霍克斯
- 《导演电影的人：霍华德·霍克斯（英语：Richard Schickel#Documentaries）》（1973），导演：理查德·席克尔（英语：Richard Schickel）
- 《1933年淘金女郎》（1933），第2集中首次提及，导演：茂文·李洛埃
- 《恐龙葛蒂》（1914），导演：温瑟·麦凯
- 《阿赫迈德王子历险记（英语：The Adventures of Prince Achmed）》（1926），导演：洛特·赖尼格
- 《疯狂的飞机（英语：Plane Crazy）》（1928），导演：华特·迪士尼、乌布·伊沃克斯
- 《白雪公主与七个小矮人》（1937），导演：大卫·汉德（英语：David Hand (animator)）、威廉·科特雷尔（William Cottrell）、威尔弗雷德·杰克逊（英语：Wilfred Jackson）、拉里·莫雷（英语：Larry Morey）、珀西·皮尔斯（英语：Perce Pearce）、本·夏普斯廷（英语：Ben Sharpsteen）
- 《101忠狗》（1961），导演：克莱德·杰罗尼米（英语：Clyde Geronimi）、汉密尔顿·吕斯克（英语：Hamilton Luske）、沃尔夫冈·赖特曼（英语：Wolfgang Reitherman）

…和欧洲电影的辉煌
- 《诗人之血》（1931），导演：让·谷克多
- 《盗梦空间》（2010），导演：克里斯托弗·诺兰
- 《操行零分（英语：Zero for Conduct）》（1933），导演：让·维果
- 《如果……》（1968），导演：林赛·安德森
- 《亚特兰大号》（1934），导演：让·维果
- 《雾港（英语：Port of Shadows）》（1938），导演：马赛尔·卡尔内
- 《天堂的孩子们》（1945），导演：马赛尔·卡尔内
- 《游戏规则》（1939），导演：让·雷诺阿
- 《大幻影》（1937），导演：让·雷诺阿
- 《界限（英语：Limite (film)）》（1931），导演：马里奥·佩绍托（英语：Mário Peixoto）
- 《一个好人的冒险》（The Adventures of a Good Citizen，1937），导演：斯特凡·西默松（英语：Stefan Themerson）
- 《两个男人和一个衣柜》（1958），导演：罗曼·波兰斯基
- 《蓝光》（1932），导演：莱尼·里芬斯塔尔
- 《意志的勝利》（1935），导演：莱尼·里芬斯塔尔
- 《奥运会拍摄的幕后》（Behind the Scenes of the Filming of the Olympic Games，1937），导演：鲁道夫·沙德（英语：Rudolf Schaad）[9]
- 《奥林匹亚·第2部分：美的盛宴》（1938），导演：莱尼·里芬斯塔尔
- 《低地》（1954），导演：莱尼·里芬斯塔尔
- 《影像的力量：莱尼·里芬施塔尔（英语：The Wonderful, Horrible Life of Leni Riefenstahl）》（1993），导演：雷·穆勒（德语：Ray Müller）
- 《迷魂记》（1958），导演：阿尔弗雷德·希区柯克
- 《海角擒凶（英语：Saboteur (film)）》（1942），导演：阿尔弗雷德·希区柯克
- 《阴谋破坏（英语：Sabotage (1936 film)）》（1936），导演：阿尔弗雷德·希区柯克
- 《三十九级台阶》（1935），导演：阿尔弗雷德·希区柯克
- 《艳贼》（1964），导演：阿尔弗雷德·希区柯克
- 《妮诺奇嘉》（1939），导演：恩斯特·刘别谦
- 《绿野仙踪》（1939），导演：维克托·弗莱明
- 《乱世佳人》（1939），第2集中首次提及，导演：维克托·弗莱明

### 第5集 战后电影
1939–1952：战争的创伤……和一种新的电影语言
- 《罗马，不设防的城市》（1945），导演：罗伯托·罗塞里尼
- 《驿马车》（1939），导演：约翰·福特
- 《约翰·福特执导（英语：Directed by John Ford）》（1971），导演：彼得·博格达诺维奇（英语：Peter Bogdanovich）
- 《浪华悲歌》（1936），第3集中首次提及，导演：沟口健二
- 《灵与肉》（1926），导演：克拉伦斯·布朗（英语：Clarence Brown）
- 《追男记（英语：Follow the Boys）》（1944），导演：A·爱德华·萨瑟兰（英语：A. Edward Sutherland）
- 《公民凯恩》（1941），第2集中首次提及，导演：奥森·威尔斯
- 《我和奥逊·威尔斯》（2008），导演：理查德·林克莱特
- 《夜半钟声》（1965），导演：奥森·威尔斯
- 《卡比利亚》（1914），第1集中首次提及，导演：乔瓦尼·帕斯特洛纳
- 《党同伐异》（1916），第1集中首次提及，导演：D·W·格里菲斯
- 《将军号》（1926），第2集中首次提及，导演：克莱德·布鲁克曼、巴斯特·基顿
- 《马耳他之鹰》（1941），第2集中首次提及，导演：约翰·休斯顿
- 《黄金时代》（1946），导演：威廉·怀勒
- 《巴黎浮世绘（英语：Code Unknown）》（2000），导演：迈克尔·哈内克
- 《撒旦探戈》（1994），导演：陶尔·贝洛
- 《愿嫁金龟婿》（1953），导演：让·尼古莱斯科（英语：Jean Negulesco）
- 《一个男人和一个女人》（1966），导演：克劳德·勒卢什
- 《盗火线》（1995），导演：迈克尔·曼
- 《愤怒的公牛》（1980），导演：马丁·斯科塞斯
- 《偷自行车的人》（1948），导演：维多里奥·狄西嘉
- 《海报女郎（英语：Pin Up Girl (film)）》（1944），导演：H·布鲁斯·亨伯斯通（英语：H. Bruce Humberstone）
- 《双重赔偿》（1944），导演：比利·怀尔德
- 《一个“60%完美”男人的肖像：比利·怀尔德》（Portrait of a 66% Perfect Man: Billy Wilder，1982），导演：安妮·特蕾斯戈（法语：Annie Tresgot）[10]
- 《马布塞博士的遗嘱（英语：The Testament of Dr. Mabuse）》（1933），导演：弗里茨·朗
- 《夜长梦多（英语：The Big Sleep (1946 film)）》（1946），导演：霍华德·霍克斯
- 《赤胆屠龙（英语：Rio Bravo (film)）》（1959），导演：霍华德·霍克斯
- 《星球大战V：帝国反击战》（1980），第1集中首次提及，导演：尔文·克许纳
- 《漩涡之外（英语：Out of the Past）》（1947），导演：雅克·图尔纳（英语：Jacques Tourneur）
- 《搭便车的人（英语：The Hitch-Hiker）》（1953），导演：艾达·卢皮诺
- 《小凯撒》（1931），导演：茂文·李洛埃
- 《雾港》（1938），第4集中首次提及，导演：马赛尔·卡尔内
- 《母狗（英语：La Chienne）》（1931），导演：让·雷诺阿
- 《血红街道（英语：Scarlet Street）》（1945），导演：弗里茨·朗
- 《美国电影：黑色电影》（[American Cinema: Film Noir] 错误：{{Lang}}：缺少语言标签（帮助），1995），导演：阿兰·克拉勒（Alain Klarer）[11]
- 《枪疯（英语：Gun Crazy）》（1950），导演：约瑟夫·H·刘易斯（英语：Joseph H. Lewis）
- 《雌雄大盗》（1967），导演：亚瑟·潘
- 《洛城机密》（1997），导演：柯蒂斯·汉森
- 《银翼杀手》（1982），导演：雷德利·斯科特
- 《蝙蝠侠：黑暗骑士》（2008），导演：克里斯托弗·诺兰
- 《湿婆（英语：Siva (1989 Telugu film)）》（1989），导演：拉姆·戈帕尔·维马（英语：Ram Gopal Varma）
- 《泰坦尼克号》（1997），导演：詹姆斯·卡梅隆
- 《第71届奥斯卡金像奖》（1999），导演：路易斯·J·霍维茨（英语：Louis J. Horvitz）
- 《一个美国人在巴黎》（1951），导演：文森特·明内利
- 《红菱艳（英语：The Red Shoes (1948 film)）》（1948），导演：迈克尔·鲍威尔、艾默利·普莱斯柏格
- 《雨中曲》（1952），第2集中首次提及，导演：金·凯利、斯坦利·多南
- 《飞到里约（英语：Flying Down to Rio）》（1933），导演：桑顿·弗里兰（英语：Thornton Freeland）
- 《1933年淘金女》（1933），第2集中首次提及，导演：茂文·李洛埃
- 《钓金龟》（1958），导演：斯坦利·多南
- 《俪人行》（1967），导演：斯坦利·多南
- 《平步青云（英语：A Matter of Life and Death (film)）》（1946），导演：迈克尔·鲍威尔、艾默利·普莱斯柏格
- 《加急邮件》（Post Haste，1933），导演：汉弗莱·詹宁斯（英语：Humphrey Jennings）
- 《倾听不列颠（英语：Listen to Britain）》（1942），导演：汉弗莱·詹宁斯、斯图尔特·麦卡利斯特（英语：Stewart McAllister）
- 《黑狱亡魂》（1949），导演：卡罗尔·里德
- 《名副其实的光荣（英语：The True Glory）》（1945），导演：卡罗尔·里德、加森·卡宁（英语：Garson Kanin）
- 《出租车司机》（1976），第1集中首次提及，导演：马丁·斯科塞斯

### 第6集 性與通俗劇
1953–1957：肿胀的故事——世界电影的宣泄
- 《无因的反叛》（1955），导演：尼古拉斯·雷
- 《开罗车站（英语：Cairo Station）》（1958），导演：尤赛夫·夏因
- 《纸花（英语：Kaagaz Ke Phool）》（1959），导演：古鲁·度特
- 《哈里什昌德拉国王（英语：Raja Harishchandra）》（1913），导演：达达沙赫布·帕尔凯
- 《诗圣图卡拉姆（英语：Sant Tukaram）》（1936），导演：维希纳潘特·戈文·达姆利（英语：Vishnupant Govind Damle）、谢赫·法泰拉尔（德语：Sheikh Fattelal）
- 《小路之歌》（1955），导演：萨蒂亚吉特·雷伊
- 《女神（英语：Devi (1960 film)）》（1960），导演：萨蒂亚吉特·雷伊
- 《印度母亲》（1957），导演：梅赫布·罕
- 《舞台姐妹》（1964），导演：谢晋
- 《生之慾》（1952），导演：黑泽明
- 《野良犬》（1949），导演：黑泽明
- 《七武士》（1954），第4集中首次提及，导演：黑泽明
- 《蜘蛛巢城》（1957），导演：黑泽明
- 《教父》（1972），导演：弗朗西斯·科波拉
- 《豪勇七蛟龙》（1960），导演：约翰·司图加
- 《界限》（1931），第4集中首次提及，导演：马里奥·佩绍托
- 《里约40度（英语：Rio, 100 Degrees F.）》（1955），导演：内尔森·帕雷拉·德桑托斯（英语：Nelson Pereira dos Santos）
- 《维拉将军的一生》（1914），导演：克里斯蒂·卡班（英语：Christy Cabanne）
- 《唐娜·芭芭拉（英语：Doña Bárbara (1943 film)）》（1943），导演：费尔南多·德·福恩特斯（英语：Fernando de Fuentes）、米格尔·M·德尔加多（英语：Miguel M. Delgado）
- 《日落黄沙》（1969），导演：山姆·毕京柏
- 《珍珠（英语：The Pearl (film)）》（1947），导演：埃米利奥·费尔南德斯（英语：Emilio Fernández）
- 《被遗忘的人们（英语：Los Olvidados）》（1950），导演：路易斯·布努埃尔
- 《深鎖春光一院愁》（1955），导演：道格拉斯·瑟克
- 《这儿我不熟》（I'm a Stranger Here Myself，1975），导演：大卫·哈尔彭（David Helpern）
- 《荒漠怪客（英语：Johnny Guitar）》（1954），导演：尼古拉斯·雷
- 《烟火（英语：Fireworks (1947 film)）》（1947），导演：肯尼斯·安格（英语：Kenneth Anger）
- 《天蝎星升起（英语：Scorpio Rising (film)）》（1964），导演：肯尼斯·安格
- 《马蒂（英语：Marty (teleplay)）》（1953），导演：德尔伯特·曼
- 《马蒂》（1955），导演：德尔伯特·曼
- 《码头风云》（1954），导演：伊利亚·卡赞
- 《红河谷》（1948），导演：霍华德·霍克斯、亚瑟·罗森（英语：Arthur Rosson）
- 《历劫佳人（英语：Touch of Evil）》（1958），导演：奥森·威尔斯
- 《搜索者》（1956），导演：约翰·福特
- 《迷魂记》（1958），第4集中首次提及，导演：阿尔弗雷德·希区柯克
- 《赤胆屠龙》（1959），第5集中首次提及，导演：霍华德·霍克斯
- 《远大前程》（1946），导演：大卫·利恩
- 《阿拉伯的劳伦斯》（1962），导演：大卫·利恩
- 《梦幻世界（英语：O Dreamland）》（1953），导演：林赛·安德森
- 《战舰波将金号》（1925），第3集中首次提及，导演：谢尔盖·爱森斯坦
- 《上帝创造女人》（1956），导演：罗杰·瓦迪姆

### 第7集 欧洲新浪潮
1957–1964：“新”冲击——西欧现代电影创作
- 《离开工厂》（1895），第1集中首次提及，导演：路易·让·卢米埃尔
- 《不良少女莫妮卡（英语：Summer with Monika）》（1953），导演：英格玛·伯格曼
- 《第七封印》（1957），导演：英格玛·伯格曼
- 《冬日之光（英语：Winter Light）》（1963），导演：英格玛·伯格曼
- 《假面》（1966），导演：英格玛·伯格曼
- 《扒手（英语：Pickpocket (film)）》（1959），导演：罗伯特·布列松
- 《驴子巴特萨（英语：Au Hasard Balthazar）》（1966），导演：罗伯特·布列松
- 《出租车司机》（1976），第1集中首次提及，导演：马丁·斯科塞斯
- 《捕鼠者（英语：Ratcatcher (film)）》（1999），导演：琳恩·拉姆塞
- 《于洛先生的假期》（1953），第2集中首次提及，导演：贾克·大地
- 《我的舅舅》（1956），导演：贾克·大地
- 《费里尼的卡萨诺瓦（英语：Fellini's Casanova）》（1976），导演：费德里柯·费里尼
- 《卡比利亚之夜》（1957），导演：费德里柯·费里尼
- 《8½》（1963），导演：费德里柯·费里尼
- 《星尘往事》（1980），导演：伍迪·艾伦
- 《五至七时的克莱奥》（1962），导演：阿涅斯·瓦尔达
- 《去年在馬倫巴》（1961），导演：阿伦·雷乃
- 《四百擊》（1959），导演：弗朗索瓦·特吕弗
- 《精疲力尽》（1959），导演：让-吕克·戈达尔
- 《一个美国消防员的生活》（1903），第1集中首次提及，导演：埃德温·S·波特
- 《兵工厂》（1929），第3集中首次提及，导演：亚历山大·多夫任科
- 《已婚女人（英语：A Married Woman）》（1964），导演：让-吕克·戈达尔
- 《美国舞男》（1980），导演：保罗·施拉德
- 《乞丐》（1961），导演：皮埃尔·保罗·帕索里尼
- 《马太福音（英语：The Gospel According to St. Matthew (film)）》（1964），导演：皮埃尔·保罗·帕索里尼
- 《圣女贞德蒙难记》（1928），第2集中首次提及，导演：卡尔·西奥多·德莱叶
- 《荒野大镖客》（1964），导演：赛尔乔·莱翁内
- 《西部往事》（1968），第1集中首次提及，导演：赛尔乔·莱翁内
- 《荒漠怪客》（1954），第6集中首次提及，导演：尼古拉斯·雷
- 《战国妖姬》（1954），导演：卢奇诺·维斯孔蒂
- 《洛可兄弟（英语：Rocco and His Brothers）》（1960），导演：卢奇诺·维斯孔蒂
- 《蚀（英语：L'Eclisse）》（1962），导演：米开朗基罗·安东尼奥尼
- 《职业：记者（英语：The Passenger (1975 film)）》（1975），导演：米开朗基罗·安东尼奥尼
- 《流浪艺人》（1975），导演：西奥·安哲罗普洛斯
- 《轮椅（英语：El Cochecito）》（1960），导演：马尔科·费雷里（英语：Marco Ferreri）
- 《我为什么命该如此？（英语：What Have I Done to Deserve This? (film)）》（1984），导演：佩德罗·阿莫多瓦
- 《维莉蒂安娜（英语：Viridiana）》（1961），导演：路易斯·布努埃尔
- 《我好奇——一部黄色的电影（英语：I Am Curious (Yellow)）》（1967），导演：维尔戈特·斯约曼（英语：Vilgot Sjöman）
- 《妈妈与妓女（英语：The Mother and the Whore）》（1973），导演：让·厄斯塔什（英语：Jean Eustache）

### 第8集 新导演 新形式
1965–1969年：新浪潮席卷全球
- 《灰烬与钻石》（1958），导演：安杰依·瓦伊达
- 《两个男人和一个衣柜》（1958），第4集中首次提及，导演：罗曼·波兰斯基
- 《哈姆雷特》（1948），导演：劳伦斯·奥利维尔
- 《水中刀》（1962），导演：罗曼·波兰斯基
- 《天师捉妖》（1967），导演：罗曼·波兰斯基
- 《手（英语：The Hand (1965 film)）》（1965），导演：伊里·特恩卡（英语：Jiří Trnka）
- 《消防员舞会（英语：The Fireman's Ball）》（1967），导演：米洛斯·福曼
- 《雏菊（英语：Daisies (film)）》（1966），导演：维拉·希蒂洛娃
- 《红军与白军（英语：The Red and the White）》（1968），导演：扬乔·米克洛什
- 《伊凡·杰尼索维奇的一天（英语：One Day in the Life of Andrei Arsenevich）》（2000），导演：克利斯·马凯
- 《安德烈·鲁布廖夫》（1966），导演：安德烈·塔尔科夫斯基
- 《镜子》（1975），导演：安德烈·塔尔科夫斯基
- 《潛行者》（1979），导演：安德烈·塔尔科夫斯基
- 《乡愁》（1983），导演：安德烈·塔尔科夫斯基
- 《远祖的阴影》（1965），导演：谢尔盖·帕拉杰诺夫
- 《安德烈·塔科夫斯基和谢尔盖·帕拉杰诺夫——岛》（Andrei Tarkovsky & Sergei Parajanov – Islands，1988），导演：鲁本·格沃尔基扬茨（Ruben Gevorkyants；署名鲁本·格沃尔吉扬茨）
- 《少年（英语：Boy (1969 film)）》（1969），导演：大岛渚
- 《感官世界》（1976），导演：大岛渚
- 《明治大正昭和 猎奇女犯罪史（日语：明治大正昭和 猟奇女犯罪史）》（又名《爱与罪》，1969），导演：石井辉男（英语：Teruo Ishii）
- 《日本昆虫记》（1963），导演：今村昌平
- 《公民凯恩》（1941），第2集中首次提及，导演：奥森·威尔斯
- 《日本战后史：酒吧女侍应的生活（英语：History of Postwar Japan as Told by a Bar Hostess）》（1970），导演：今村昌平
- 《出租车男（英语：Ajantrik）》（1958），导演：里特维特·戈托克（英语：Ritwik Ghatak）
- 《云遮星（英语：The Cloud-Capped Star）》（1960），导演：里特维特·戈托克
- 《推理、讨论和叙述（英语：Jukti Takko Aar Gappo）》（1975），导演：里特维特·戈托克
- 《我们每天的面包（英语：Uski Roti）》（1970），导演：马尼·考尔（英语：Mani Kaul）
- 《黑上帝白魔鬼（英语：Black God, White Devil）》（1964），导演：格劳贝·罗沙（英语：Glauber Rocha）
- 《我是古巴（英语：I Am Cuba）》（1964），导演：米哈伊尔·卡拉托佐夫
- 《房屋是黑的》（1963），第2集中首次提及，导演：芙茹弗·法洛克扎德
- 《黑女孩（英语：Black Girl (1966 film)）》（1966），导演：乌斯曼·塞姆班
- 《浪子春潮（英语：Saturday Night and Sunday Morning）》（1960），导演：卡雷·瑞兹
- 《凯斯》（1969），导演：肯·洛奇
- 《一夜狂欢》（1964），导演：理查德·莱斯特
- 《初选（英语：Primary (film)）》（1960），导演：罗伯特·德鲁（英语：Robert Drew）
- 《影子》（1959），导演：约翰·卡萨维兹
- 《惊魂记》（1960），导演：阿尔弗雷德·希区柯克
- 《来自美国的66幕（英语：66 Scenes from America）》（1982），导演：约尔延·列斯
- 《口交（英语：Blow Job (film)）》（1963），导演：安迪·沃霍尔
- 《灵欲春宵》（1966），导演：迈克·尼科尔斯
- 《冷酷媒体》（1969），导演：哈斯克尔·韦克斯勒（英语：Haskell Wexler）
- 《逍遥骑士》（1969），导演：丹尼斯·霍珀
- 《制作〈闪灵〉（英语：The Shining (film)#Home media）》（1980），导演：薇薇安·库布里克
- 《2001太空漫游》（1968），第1集中首次提及，导演：斯坦利·库布里克
- 《赢家》（德語：Der Sieger，1922），导演：瓦尔特·鲁特曼

### 第9集 70年代的美国电影
1967–1979：新美国电影
- 《鸭羹》（1933），导演：利奥·麦卡瑞
- 《艺术家与模特（英语：Artists and Models）》（1955），导演：弗兰克·塔什林（英语：Frank Tashlin）
- 《第22条军规（英语：Catch-22 (film)）》（1970），导演：迈克·尼科尔斯
- 《陆军野战医院》（1970），导演：罗伯特·奥特曼
- 《毕业生》（1967），导演：迈克·尼科尔斯
- 《消防员舞会》（1967），第8集中首次提及，导演：米洛斯·福曼
- 《飛越瘋人院》（1975），导演：米洛斯·福曼
- 《最后一部电影（英语：The Last Movie）》（1971），导演：丹尼斯·霍珀
- 《花村（英语：McCabe & Mrs. Miller）》（1971），导演：罗伯特·奥特曼
- 《窃听大阴谋（英语：The Conversation）》（1974），导演：弗朗西斯·科波拉
- 《穷街陋巷》（1973），导演：马丁·斯科塞斯
- 《出租车司机》（1976），第1集中首次提及，导演：马丁·斯科塞斯
- 《近松物语》（1954），第3集中首次提及，导演：沟口健二
- 《愤怒的公牛》（1980），第5集中首次提及，导演：马丁·斯科塞斯
- 《意大利裔美国人（英语：Italianamerican）》（1974），导演：马丁·斯科塞斯
- 《美国舞男》（1980），第7集中首次提及，导演：保罗·施拉德
- 《迷幻人生》（1992），导演：保罗·施拉德
- 《扒手》（1959），第7集中首次提及，导演：罗伯特·布列松
- 《步行者（英语：The Walker）》（2007），导演：保罗·施拉德
- 《一个国家的诞生》（1915），第1集中首次提及，导演：D·W·格里菲斯
- 《杀羊人（英语：Killer of Sheep）》（1978），导演：查尔斯·伯内特（英语：Charles Burnett (director)）
- 《街角的商店》（1940），导演：恩斯特·刘别谦
- 《安妮·霍尔》（1977），导演：伍迪·艾伦
- 《城市之光》（1931），第2集中首次提及，导演：查理·卓别林
- 《曼哈顿》（1979），导演：伍迪·艾伦
- 《最后一场电影》（1971），导演：彼得·博格达诺维奇
- 《日落黄沙》（1969），导演：山姆·毕京柏
- 《比利小子（英语：Pat Garrett and Billy the Kid）》（1973），导演：山姆·毕京柏
- 《穷山恶水（英语：Badlands (film)）》（1973），导演：泰伦斯·马利克
- 《天堂之日》（1978），导演：泰伦斯·马利克
- 《镜子》（1975），第8集中首次提及，导演：安德烈·塔尔科夫斯基
- 《歌厅》（1972），导演：鲍勃·福斯
- 《教父》（1972），第6集中首次提及，导演：弗朗西斯·科波拉
- 《唐人街》（1974），导演：罗曼·波兰斯基
- 《马耳他之鹰》（1941），第2集中首次提及，导演：约翰·休斯顿
- 《朱尔与吉姆》（1962），导演：弗朗索瓦·特吕弗

### 第10集 改變世界的電影
1969–1979：70年代的激进导演与各国民族电影
- 《狐及其友（英语：Fox and His Friends）》（1975），导演：赖纳·维尔纳·法斯宾德
- 《深锁春光一院愁》（1955），第6集中首次提及，导演：道格拉斯·瑟克
- 《恐惧吞噬灵魂》（1974），导演：赖纳·维尔纳·法斯宾德
- 《柏蒂娜的苦泪（英语：The Bitter Tears of Petra von Kant）》（1972），导演：赖纳·维尔纳·法斯宾德
- 《彗星美人》（1950），导演：约瑟夫·曼凯维奇
- 《爱丽丝漫游城市》（1974），导演：维姆·文德斯
- 《金玉盟》（1957），导演：利奥·麦卡瑞
- 《瘟疯之神（英语：Gods of the Plague）》（1970），导演：赖纳·维尔纳·法斯宾德
- 《克里斯塔‧克拉格斯的第二次觉醒（英语：The Second Awakening of Christa Klages）》（1978），导演：玛加蕾特·冯·特罗塔
- 《电影梦（英语：Burden of Dreams）》（1982），导演：莱斯·布兰克
- 《一千零一夜》（1974），导演：皮埃尔·保罗·帕索里尼
- 《蜘蛛的策略（英语：The Spider's Stratagem）》（1970），导演：贝纳多·贝托鲁奇
- 《同流者（英语：The Conformist）》（1970），导演：贝纳多·贝托鲁奇
- 《出租车司机》（1976），第1集中首次提及，导演：马丁·斯科塞斯
- 《恋爱中的女人（英语：Women in Love (film)）》（1969），导演：肯·罗素
- 《迷幻演出（英语：Performance (film)）》（1970），导演：唐纳德·卡梅尔（英语：Donald Cammell）、尼古拉斯·罗格
- 《穷街陋巷》（1973），第9集中首次提及，导演：马丁·斯科塞斯
- 《假面》（1966），第7集中首次提及，导演：英格玛·伯格曼
- 《澳洲奇谈》（1971），导演：尼古拉斯·罗格
- 《悬崖上的野餐》（1975），导演：彼得·威尔
- 《我的璀璨生涯（英语：My Brilliant Career）》（1979），导演：吉莉安·阿姆斯特朗（英语：Gillian Armstrong）
- 《水俣病：患者与他们的世界（英语：Minamata: The Victims and Their World）》（1971），导演：土本典昭（英语：Noriaki Tsuchimoto）
- 《前进，神军！》（1987），导演：原一男（英语：Kazuo Hara）
- 《黑女孩》（1966），第8集中首次提及，导演：乌斯曼·塞姆班
- 《泰山的秘密宝藏（英语：Tarzan's Secret Treasure）》（1941），导演：理查德·索普（英语：Richard Thorpe）
- 《舍努阿山妇女的努巴》（法語：La nouba des femmes du mont Chenoua，1977），导演：阿西娅·杰巴[12][13]
- 《哈拉（英语：Xala）》（1975），导演：乌斯曼·塞姆班
- 《电影：与吉布里尔·迪奥普·芒贝蒂的对话》（Sinemaabi: A Dialogue with Djibril Diop Mambéty，1997），导演：贝蒂·埃勒尔松·普朗克（Beti Ellerson Poulenc）
- 《坏男孩》（1970），导演：吉布里尔·迪奥普·芒贝蒂（英语：Djibril Diop Mambéty）
- 《鬣狗之城》（1992），导演：吉布里尔·迪奥普·芒贝蒂
- 《家村来信（英语：Kaddu Beykat）》（1975），导演：萨菲·法耶（英语：Safi Faye）
- 《收獲3000年》（1976），导演：海勒·格里马（英语：Haile Gerima）
- 《希望（英语：Umut (film)）》（1970），导演：耶尔马兹·居内伊、谢里夫·格伦（英语：Serif Gören）
- 《自由之路（英语：Yol）》（1982），导演：耶尔马兹·居内伊、谢里夫·格伦
- 《智利之战（英语：The Battle of Chile）》（1975、1977、1979），导演：帕特里西奥·古斯曼（英语：Patricio Guzmán）
- 《圣山》（1973），导演：亚历杭德罗·霍多罗夫斯基

### 第11集影城與亞洲主流院綫的到來
1970年代起：全球流行电影的创新
- 《江山美人》（1959），导演：李翰祥
- 《俠女》（1971），导演：胡金銓
- 《龍爭虎鬥》（1973），导演：罗伯特·克劳斯（英语：Robert Clouse）
- 《英雄本色》（1986），导演：吴宇森
- 《少年黄飞鸿之铁马骝》（1993），导演：袁和平
- 《黑客帝国》（1999），导演：	沃卓斯基姐妹
- 《黄飞鸿》（1991），导演：徐克
- 《新龍門客棧》（1992），导演：李惠民
- 《我王莫臥兒》（1960），导演：K·阿希夫（英语：K. Asif）
- 《女神》（1960），第6集中首次提及，导演：萨蒂亚吉特·雷伊
- 《季节（英语：Mausam (1975 film)）》（1975），导演：古尔扎（英语：Gulzar）
- 《锁链（英语：Zanjeer (1973 film)）》（1973），导演：普拉卡什·梅赫拉（英语：Prakash Mehra）
- 《怒焰骄阳（英语：Sholay）》（1975），导演：拉梅什·希皮（英语：Ramesh Sippy）
- 《上帝的使者（英语：The Message (1976 film)）》（1976），导演：穆斯塔法·阿卡德（英语：Moustapha Akkad）
- 《一部史诗的制作：〈穆罕穆德，上帝的使者〉》（The Making of an Epic: Mohammad, Messenger of God，1976），导演：杰弗里·赫尔曼（Geoffrey Helman）、克里斯托弗·彭福德（英语：Christopher Penfold）
- 《埃及六日》（又名《麻雀》，1972），导演：尤赛夫·夏因
- 《驱魔人》（1973），导演：威廉·弗里德金
- 《名叫乔的家伙（英语：A Guy Named Joe）》（1943），导演：维克托·弗莱明
- 《大白鲨》（1975），导演：斯蒂芬·斯皮尔伯格
- 《斯蒂芬·斯皮尔伯格的〈大白鲨〉的制作》（1995），导演：洛朗·布泽罗（英语：Laurent Bouzereau）
- 《迷魂记》（1958），第4集中首次提及，导演：阿尔弗雷德·希区柯克
- 《第三类接触》（1977），导演：斯蒂芬·斯皮尔伯格
- 《侏罗纪公园》（1993），导演：斯蒂芬·斯皮尔伯格
- 《星球大战IV：新希望》（1977），第1集中首次提及，导演：乔治·卢卡斯
- 《战国英豪》（1958），导演：黑泽明
- 《意志的胜利》（1935），第4集中首次提及，导演：莱尼·里芬斯塔尔

### 第12集 反抗强權：膠片裏的抗爭
1980年代：全球电影创作与反抗
- 《盗马贼（英语：The Horse Thief）》（1988），导演：田壮壮
- 《黄土地》（1985），导演：陈凯歌
- 《大红灯笼高高挂》（1991），导演：张艺谋
- 《十面埋伏》（2004），导演：张艺谋
- 《忏悔（英语：Repentance (1987 film)）》（1984），导演：坚吉兹·阿布拉德泽（英语：Tengiz Abuladze）
- 《兵工厂》（1929），第3集中首次提及，导演：亚历山大·多夫任科
- 《自己去看》（1985），导演：埃列姆·克利莫夫（英语：Elem Klimov）
- 《漫长的告别（英语：The Long Farewell）》（1971），导演：基拉·穆拉托娃（英语：Kira Muratova）
- 《杀人短片（英语：A Short Film About Killing）》（1988），导演：克日什托夫·基斯洛夫斯基
- 《惊魂记》（1960），第8集中首次提及，导演：阿尔弗雷德·希区柯克
- 《上帝的礼物（英语：Wend Kuuni）》（1983），导演：加斯通·卡博雷（英语：Gaston Kaboré）
- 《光之翼（英语：Yeelen）》（1987），导演：苏莱曼·西塞（英语：Souleymane Cissé）
- 《杀死广播明星的音乐视频（英语：Video Killed the Radio Star）》（音乐视频，1979），导演：拉塞尔·马尔卡希
- 《闪电舞》（1983），导演：阿德里安·莱恩
- 《壮志凌云》（1986），导演：托尼·斯科特
- 《蓝丝绒》（1986），第3集中首次提及，导演：大卫·林奇
- 《象人》（1980），导演：大卫·林奇
- 《为所应为》（1989），导演：斯派克·李
- 《黑狱亡魂》（1949），第5集中首次提及，导演：卡罗尔·里德
- 《西科克斯七人组的归来（英语：Return of the Secaucus 7）》（1980），导演：约翰·塞尔斯（英语：John Sayles）
- 《地下铁（英语：Subway (film)）》（1985），导演：吕克·贝松
- 《新桥恋人》（1991），导演：莱奥斯·卡拉克斯
- 《一个美国人在巴黎》（1951），第5集中首次提及，导演：文森特·明内利
- 《激情迷宫（英语：Labyrinth of Passion）》（1982），导演：佩德罗·阿莫多瓦
- 《一夜狂欢》（1964），第8集中首次提及，导演：理查德·莱斯特
- 《光之梦（英语：Dream of Light）》（1992），导演：维克多·埃里斯
- 《我美丽的洗衣店（英语：My Beautiful Laundrette）》（1985），导演：斯蒂芬·弗里尔斯
- 《我的童年（英语：Bill Douglas#Feature films）》（1972），导演：比尔·道格拉斯（英语：Bill Douglas）
- 《格雷戈里的女友（英语：Gregory's Girl）》（1981），导演：比尔·福赛斯（英语：Bill Forsyth）
- 《远方的声音（英语：Distant Voices, Still Lives）》（1988），导演：特伦斯·戴维斯
- 《党同伐异》（1916），第1集中首次提及，导演：D·W·格里菲斯
- 《一曲情歌三代缘（英语：Young at Heart (1955 film)）》（1954），导演：戈登·道格拉斯（英语：Gordon Douglas (director)）
- 《一个Z和两个O（英语：A Zed & Two Noughts）》（1986），导演：彼得·格林纳威
- 《英格兰末日（英语：The Last of England (film)）》（1988），导演：德里克·贾曼
- 《录影带谋杀案（英语：Videodrome）》（1983），导演：大卫·柯南伯格
- 《欲望号快车（英语：Crash (1996 film)）》（1996），导演：大卫·柯南伯格
- 《邻居（英语：Neighbours (1952 film)）》（1952），导演：诺曼·麦克拉伦
- 《蒙特利尔的耶稣（英语：Jesus of Montreal）》（1989），导演：丹尼斯·阿康德

### 第13集 新界綫：世界電影在亞非拉
1990–1998：胶片电影在数字时代到来前的最后时光
- 《苹果（英语：The Apple (1998 film)）》（1998），导演：萨米拉·玛赫玛勒巴夫（英语：Samira Makhmalbaf）
- 《纯真时刻（英语：A Moment of Innocence）》（1996），导演：莫赫森·马赫马勒巴夫（英语：Mohsen Makhmalbaf）
- 《何处是我朋友的家》（1987），导演：阿巴斯·基亚罗斯塔米
- 《生生长流（英语：Life, and Nothing More...）》（1991），导演：阿巴斯·基亚罗斯塔米
- 《穿越橄榄树林》（1994），导演：阿巴斯·基亚罗斯塔米
- 《阿飛正傳》（1990），导演：	王家卫
- 《花樣年華》（2000），导演：王家卫
- 《迷离劫》（1996），导演：奥利维耶·阿萨亚斯
- 《悲情城市》（1989），导演：侯孝賢
- 《东京物语》（1953），第3集中首次提及，导演：小津安二郎
- 《爱情万岁》（1994），导演：蔡明亮
- 《铁男：子弹人（英语：Tetsuo: The Iron Man）》（1989），导演：冢本晋也
- 《录影带谋杀案》（1983），第12集中首次提及，导演：大卫·柯南伯格
- 《铁男2：血肉横飞（英语：Tetsuo II: Body Hammer）》（1992），导演：冢本晋也
- 《轮》（1923），第3集中首次提及，导演：阿贝尔·冈斯
- 《午夜凶铃》（1998），导演：中田秀夫
- 《驱魔人》（1973），第11集中首次提及，导演：威廉·弗里德金
- 《雨月物语》（1953），导演：沟口健二
- 《切肤之爱》（1999），第4集中首次提及，导演：三池崇史
- 《破浪》（1996），导演：拉斯·冯·提尔
- 《情理法的春天（英语：Homicide: Life on the Street）》（电视剧，1993–1999），编剧：汤姆·丰塔纳（英语：Tom Fontana）
- 《狗镇》（2003），第2集中首次提及，导演：拉斯·冯·提尔
- 《恨》（1995），导演：马修·卡索维茨
- 《为所应为》（1989），第12集中首次提及，导演：斯派克·李
- 《人，性本色》（1999），导演：布鲁诺·杜蒙
- 《美丽萝赛塔》（1999），导演：达顿兄弟
- 《土狼之旅（英语：Touki Bouki）》（1973），导演：吉布里尔·迪奥普·芒贝蒂
- 《军中禁恋（英语：Beau Travail）》（1999），导演：克莱儿·德尼
- 《晚春》（1949），导演：小津安二郎
- 《候鸟（英语：Crows (film)）》（1994），导演：多萝塔·肯杰扎夫斯卡（英语：Dorota Kędzierzawska）
- 《星期三》（俄语：Sreda，1997），导演：维克托·科萨科夫斯基（英语：Viktor Kossakovsky）
- 《每秒24格真相》（24 Realities per Second，2004），导演：妮娜·库斯图里卡（英语：Nina Kusturica）
- 《巴黎浮世绘》（2000），第5集中首次提及，导演：迈克尔·哈内克
- 《趣味游戏（英语：Funny Games）》（1997），导演：迈克尔·哈内克
- 《假面》（1966），第7集中首次提及，导演：英格玛·伯格曼

### 第14集 新美國獨立電影和數字革命
1990年代：数字时代之初，现实在美国和澳大利亚失去了真实性
- 《角斗士》（2000），导演：雷德利·斯科特
- 《党同伐异》（1916），第1集中首次提及，导演：D·W·格里菲斯
- 《终结者2：审判日》（1991），导演：詹姆斯·卡梅隆
- 《起锚（英语：Anchors Aweigh (film)）》（1945），导演：乔治·西德尼（英语：George Sidney）
- 《恐龙葛蒂》（1914），第4集中首次提及，导演：温瑟·麦凯
- 《侏罗纪公园》（1993），第11集中首次提及，导演：斯蒂芬·斯皮尔伯格
- 《泰坦尼克号》（1997），第5集中首次提及，导演：詹姆斯·卡梅隆
- 《玩具总动员》（1995），导演：约翰·拉塞特
- 《女巫布莱尔》（1999），导演：丹尼尔·迈里克（英语：Daniel Myrick）、爱德华多·桑切斯（英语：Eduardo Sánchez (director)）
- 《十面埋伏》（2004），第12集中首次提及，导演：张艺谋
- 《好家伙》（1990），导演：马丁·斯科塞斯
- 《火车大劫案》（1903），导演：埃德温·S·波特
- 《绣巾蒙面盗（英语：The Killers (1946 film)）》（1946），导演：罗贝特·西奥德马克（英语：Robert Siodmak）
- 《低俗小说》（1994），导演：昆汀·塔伦蒂诺
- 《落水狗》（1992），导演：昆汀·塔伦蒂诺
- 《龙虎风云》（1987），导演：林岭东
- 《法外之徒（英语：Bande à part (film)）》（1964），导演：让-吕克·戈达尔
- 《天生杀人狂》（1994），导演：奥利弗·斯通
- 《米勒的十字路口》（1990），导演：科恩兄弟
- 《影子大亨》（1994），导演：科恩兄弟
- 《逃狱三王》（2000），导演：科恩兄弟
- 《谋杀绿脚趾》（1998），导演：科恩兄弟
- 《不羈的天空》（1991），导演：格斯·范桑特
- 《闪灵》（1980），导演：斯坦利·库布里克
- 《大象》（2003），导演：格斯·范桑特
- 《大象（英语：Elephant (1989 film)）》（1989），导演：阿兰·克拉克（英语：Alan Clarke）
- 《盖瑞（英语：Gerry (2002 film)）》（2002），导演：格斯·范桑特
- 《撒旦探戈》（1994），第5集中首次提及，导演：陶尔·贝洛
- 《让娜·迪尔曼，布鲁塞尔，莫伦贝克-圣约翰，商业码头23号》（1975），第3集中首次提及，导演：香特尔·阿克曼
- 《最后的日子（英语：Last Days (2005 film)）》（2005），导演：格斯·范桑特
- 《惊魂记》（1960），第8集中首次提及，导演：阿尔弗雷德·希区柯克
- 《1999驚魂記（英语：Psycho (1998 film)）》（1998），导演：格斯·范桑特
- 《悬丝3（英语：The Cremaster Cycle）》（2002），导演：马修·巴尼（英语：Matthew Barney）
- 《安全至下》（1923），第2集中首次提及，导演：弗雷德·C·纽迈尔、山姆·泰勒
- 《机械战警》（1987），导演：保罗·范霍文
- 《星河战队》（1997），导演：保罗·范霍文
- 《天使与我同桌（英语：An Angel at My Table）》（1990），导演：简·坎皮恩
- 《钢琴课》（1993），导演：简·坎皮恩
- 《罗密欧与朱丽叶》（1996），导演：巴兹·鲁尔曼
- 《红磨坊》（2001），导演：巴兹·鲁尔曼

### 第15集 電影的當下與未來
2000年起：电影的回归和电影的未来
- 《瑞士小姐（英语：Swiss Miss (film)）》（1938），导演：约翰·G·布莱斯通（英语：John G. Blystone）、哈尔·罗奇
- 《金发维纳斯（英语：Blonde Venus）》（1932），导演：约瑟夫·冯·施滕贝格
- 《离开工厂》（1895），第1集中首次提及，导演：路易·让·卢米埃尔
- 《华氏911》（2004），导演：迈克尔·摩尔
- 《谍影重重2》（2004），导演：保罗·格林格拉斯
- 《山村犹有读书声》（2002），导演：尼古拉·菲利贝尔（英语：Nicolas Philibert）
- 《齐达内：21世纪的肖像（英语：Zidane: A 21st Century Portrait）》（2006），导演：道格拉斯·戈登（英语：Douglas Gordon）、菲利佩·帕雷诺（英语：Philippe Parreno）
- 《神枪手之死》（2007），导演：安德魯·多米尼克
- 《一路向东》（1920），第1集中首次提及，导演：D·W·格里菲斯
- 《适合分手的季节（英语：Climates (film)）》（2006），导演：努里·比格·锡兰
- 《无医可靠（英语：The Death of Mr. Lazarescu）》（2005），导演：克里斯蒂·普尤
- 《无头女人（英语：The Headless Woman (2008 film)）》（2008），导演：卢克蕾西娅·马泰尔
- 《天堂炼狱》（2005），导演：卡洛斯·雷加达斯
- 《绿洲曳影》（2002），导演：李沧东
- 《杀人回忆》（2003），导演：奉俊昊
- 《老男孩》（2003），导演：朴赞郁
- 《月球旅行记》（1902），第1集中首次提及，导演：乔治·梅里爱[註 1]
- 《穆赫兰道》（2001），导演：大卫·林奇
- 《梦之安魂曲》（2000），导演：达伦·阿罗诺夫斯基
- 《二楼传来的歌声（英语：Songs from the Second Floor）》（2000），导演：罗伊·安德森
- 《老瑞和哈迪之西部历险（英语：Way Out West (1937 film)）》（1937），导演：詹姆斯·W·霍恩（英语：James W. Horne）
- 《钓金龟》（1958），第5集中首次提及，导演：斯坦利·多南
- 《诱惑法则》（2002），导演：罗杰·阿弗里（英语：Roger Avary）
- 《阿凡达》（2009），导演：詹姆斯·卡梅隆
- 《阿凡达：动作捕捉复刻人物情感》（Avatar: Motion Capture Mirrors Emotion，2009），导演：豪尔赫·里瓦斯（Jorge Ribas）[14][15]
- 《热带幻梦》（2004），导演：阿彼察邦·威拉社他恭
- 《母与子（英语：Mother and Son (1997 film)）》（1997），导演：亚历山大·索库罗夫
- 《创世纪》（2002），导演：亚历山大·索库罗夫
- 《一气呵成：亚历山大·索库罗夫的〈创世纪〉（英语：Russian Ark#Background）》（2003），导演：克努特·埃尔斯特曼（德语：Knut Elstermann）

尾声2046
- 《盗梦空间》（2010），第4集中首次提及，导演：克里斯托弗·诺兰
- 《美丽心灵的永恒阳光》（2004），导演：米歇尔·冈瑞

## 备注信息
1. ↑  尽管马克·卡曾斯及场景标题均表明片段出自乔治·梅里爱的《天文学家之梦》，其实际出处应为梅里爱的《月球旅行记》。